# Populus yatungensis
Populus yatungensis är en videväxtart som först beskrevs av C. Wang och P.Y. Fu, och fick sitt nu gällande namn av C. Wang och S.L. Tung. Populus yatungensis ingår i släktet popplar, och familjen videväxter. Utöver nominatformen finns också underarten P. y. crenata.